# Pat Travers Band
La Pat Travers Band è un gruppo rock statunitense guidato dal chitarrista Pat Travers, tra i più celebri chitarristi canadesi.

## Storia
Il gruppo, nato nel 1978 come quartetto, comprendeva, oltre al fondatore, Pete Cowling al basso, Pat Thrall alla chitarra, e Tommy Aldridge alla batteria. Raggiunse il suo picco di popolarità all'inizio degli anni 1980, con sonorità tipicamente heavy metal.

## Formazione

### Attuale
- Pat Travers - voce, chitarra (1977-presente)
- Michael Franklin - tastiera (2017-presente)
- David Pastorius - basso (2010-presente)
- Tommy Craig - batteria (2013-presente)

### Membri precedenti
- Michael Shrieve, batteria (1979-1980)
- Clive Edwards, chitarra (1980-1981)
- Nicko McBrain, batteria (1981-1982)
- Carmine Appice, batteria (1984-1986)
- Pete Cowling - basso (1977-1984;morto nel 2018)
- Pat Thrall - chitarra (1977-1986)
- Barry Dunaway, basso (1984-1988)
- Aynsley Dunbar, batteria (1991-1994)
- Sandy Gennaro, batteria (1982-1984)
- Pat Marchino, batteria (1984-1987)
- Jerry Riggs, chitarra (1984-1998)
- Sean Shannon, batteria (2003-2007)
- Tommy Aldridge - batteria (1977-1981;2007-2013)

## Discografia

### Album in studio
- 1978 - Heat in the Street
- 1980 - Crash and Burn
- 1981 - Radio Active
- 1982 - Black Pearl
- 1984 - Hot Shot
- 1990 - School of Hard Knocks
- 1993 - Just a Touch
- 1994 - Blues Magnet
- 1995 - Halfway to Somewhere
- 1996 - Blues Tracks
- 1997 - Looking Up
- 2000 - Don't Feed the Alligators
- 2002 - Blues Tracks 2
- 2005 - PT=MC
- 2010 - Fidelis
- 2012 - Blues On Fire
- 2015 - Retro Rocket
- 2019 - Swing!

### Album dal vivo
- 1979 - Live! Go for What You Know
- 1992 - BBC Radio 1 Live Concert
- 2007 - Stick To What You Know, Live in Europe

### Raccolte
- 1997 - King Biscuit Flower Hour
- 2013 - Keep Calm and Carry On